# آگرات بت مهلات
آگرات بت مهلات (اغراق בת מחלת) یک شیطان در اساطیر یهودی است.

## ریشه شناسی
مهلات و آگرات اسامی خاص هستند، «بت» در زبان عبری به معنای «دختر» است. بنابراین آگرات بت مهلات به معنای «آگرات، دختر مهلات» است.

## در متون کهن
در ادبیات خاخامی یالقوت هداش، در شب‌های چهارشنبه و شنبه، او «شیطان رقصنده» است که با ارابه و قطاری شامل ۱۸ پیام آور/فرشته ی نابودی معنویت، هوا را آلوده و تسخیر می‌نماید. او در حالی که مادرش، یا احتمالاً مادربزرگش، لیلیت زوزه می کشد، می رقصد. 
او همچنین «دلبر جادوگران» است که اسرار جادویی را با امیمر، حکیم یهودی، در میان گذاشت. 

## در زوهر
در کابالای زوهاری، او ملکه شیاطین و یکی از چهار فرشته فحشا مقدس است که با سمائیل فرشته مقاربت جنسی می‌کند که خود سمائیل نیز همراه با لیلیت، نعمه و گاهی اوقات عایشث به عنوان همسر چهارم مقاربت می‌کند.  
بر اساس افسانه، آگرات و لیلیت در لباس روسپی به دیدار شاه سلیمان رفتند. روح آگرات که با روح سلیمان ارتباط برقرار کرده بود، در داخل یک ظرف چراغ‌مانند قرار داده شد و در داخل غاری بر روی صخره‌های دریای مرده قرار گرفتند. بعدها، پس از انداختن روح به چراغ، آگرات بت مهلات و چراغ توسط پادشاه داوود کشف شد. آگرات سپس یک شب با داوود مقاربت کرد و پسری اهریمنی به نام آسمودئوس برای او به دنیا آورد که با نام حداد ادومی شناخته می شود. 

## در منابع دیگر
در یک رساله کابالیستی توسط ناتان ناتا اسپیرا (فوت شده در سال ۱۶۶۳)، توضیح داده شده است که مهلات دختر اسماعیل و همسرش بود که خود دختر جادوگر مصری کسدیل بود. مادر و دختر به صحرا تبعید شدند، جایی که ایگراتیل شیطان با مهلات جفت شد و آگرات یا ایگرات را پدید آورد.  مهلات بعداً همسر عیسو شد.
حدود ۱۰۰۰ سال پس از دوران سلیمان و داوود، مداخله گسترده دیگری به نام "مداخله معنوی حنینا بن دوسا و خاخام عبایه " رخ داد که در نهایت قدرت بدخواهانه او را بر انسان ها مهار کرد. 

## مراجع
1. 1 2 3  Jewish Encyclopedia demonology
2. ↑  Julia Cresswell, The Watkins Dictionary of Angels: Over 2,000 Entries on Angels and Angelic Beings
3. ↑  Rosemary Ellen Guiley, The Encyclopedia of Angels, 2nd edition
4. 1 2  Raphael Patai (1990). The Hebrew Goddess. Wayne State University Press.
5. ↑  Geoffrey W. Dennis, The encyclopedia of Jewish myth, magic and mysticism. p. 126

- سه کتاب فلسفه غیبی، هاینریش کورنلیوس آگریپا (ویرایش و حاشیه نویسی توسط دونالد تایسون)، سری کتاب منبع Llewellyn.